# Backenbrecher
Backenbrecher, veraltet auch Backenquetschen, sind Zerkleinerungsmaschinen, die in der Verfahrenstechnik dazu dienen, um hartes und mittelhartes sowie sprödes Material wie etwa Gestein, Schlacke oder Erze auf kleinere Korngrößen zu reduzieren. Ihre Wirkungsweise beruht auf Druck, Schlag und Reibung zwischen einer festen und einer beweglichen Brechbacke. Je nach Einstellung des Brechspaltes zwischen den Brechbacken eignen sich die Backenbrecher zum Grobbrechen (bis 100 mm Korngröße) und Feinbrechen (bis 10 mm Korngröße). Sie kommen sowohl stationär in Aufbereitungsanlagen als auch mobil auf Baustellen zum Einsatz.

## Aufbau und Funktionsprinzip

Funktionsprinzip des Backenbrechers

Der Backenbrecher besitzt einen trichterförmigen, sich nach unten hin verjüngenden Brechraum, der an einer Seite durch eine feste und an der gegenüberliegenden Seite durch eine bewegliche Brechbacke begrenzt wird. Oben am sogenannten Brechmaul wird das zu zerkleinernde Material eingegeben. Die bewegliche Brechbacke wird von einem Exzenter angetrieben und führt so eine periodische Hin- und Herbewegung aus (die sogenannte Öffnungs- und Schließphase). In der Öffnungsphase rutscht das Material durch die Schwerkraft weiter nach unten, bevor es in der nachfolgenden Schließphase hauptsächlich durch Druck und in geringem Maße auch durch Schlag und Reibung zwischen der festen und der beweglichen Brechbacke zerkleinert wird. Sobald die Stücke klein genug sind, fallen sie durch den unten befindlichen Brechspalt aus dem Backenbrecher heraus.
Der Durchsatz des Backenbrechers hängt von Maulquerschnitt, Spaltweite und Drehzahl des Exzenters ab. Und die Korngröße des Endprodukts wird in erster Linie durch die Einstellung der Spaltweite bestimmt, die je nach Bauart durch das Verschieben der festen Brechbacke oder mittels einer hydraulischen Verstellung der beweglichen Brechbacke variiert werden kann.
Je nach den Anforderungen an das Endprodukt können unterschiedliche Brechbacken eingesetzt werden. Glatte Brechbacken ermöglichen oft ein etwas gleichmäßigeres Korn, während längsprofilierte Brechbacken bei sehr hartem Brechgut besser geeignet sind.

## Bauarten
Backenbrecher lassen sich hinsichtlich ihrer Kinematik grundsätzlich in Pendelschwingenbrecher und Kurbelschwingenbrecher einteilen.
Beim Pendelschwingenbrecher, häufig auch Kniehebelbrecher oder nach ihrem Erfinder Blake-Brecher genannt, wird die bewegliche Brechbacke mithilfe eines Kniehebelsystems pendelartig angetrieben. Diese Bauweise vermeidet direkte Belastungen des Exzenterlagers und eignet sich für besonders hartes Brechgut wie beispielsweise Basalt, Schotter und manche Schlackearten. Ihr Zerkleinerungsverhältnis liegt üblicherweise zwischen 1:6 und 1:9.
Kurbelschwingenbrecher, auch unzureichend Einschwingenbrecher genannt, weisen hingegen eine direkte Verbindung zwischen dem obenliegenden Exzenter und der beweglichen Brechbacke auf. Das Zerkleinerungsverhältnis liegt meist zwischen 1:6 und 1:11.

Pendelschwingen- brecher
Kurbelschwingen- brecher

Im Pendelschwingenbrecher wird an jeder Stelle der beweglichen Brechwinge eine ovale Bewegung ausgeführt. Beim Kurbelschwingenbrecher dagegen ändert sich die Bewegung von oben nach unten. Während sie oben kreisförmig ist, wird sie nach unten hin zunehmend oval. Somit tritt sich von oben nach unten eine zunehmende Schubbewegung auf. Dies führt zu einer Brechgutauflockerung im Brechraum und zu einer Durchsatzerhöhung (jedoch bei gleichzeitig höhrem Verschleiß).

## Einsatzgebiete

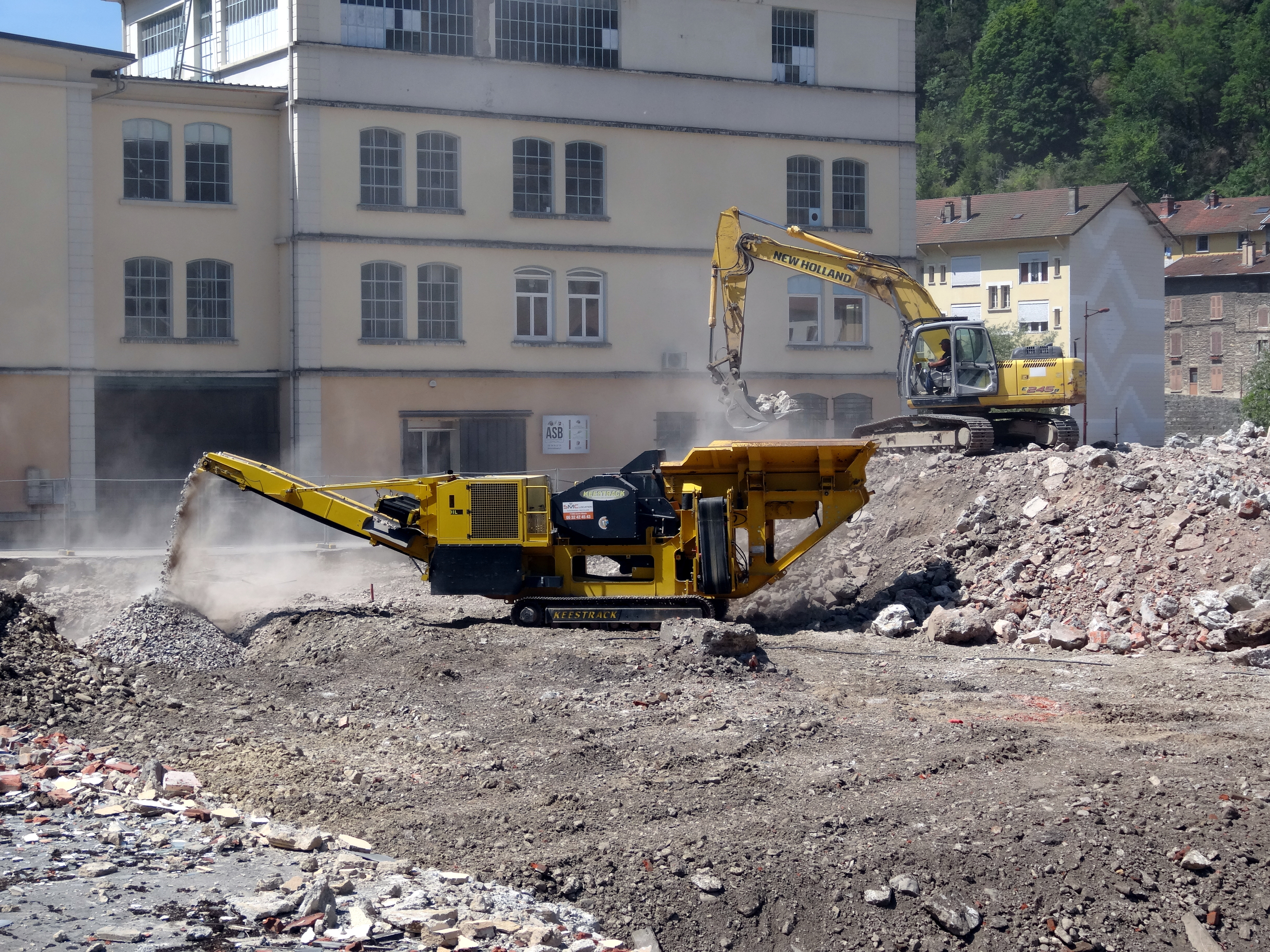
Mobiler Backenbrecher auf der Baustelle

Backenbrecher kommen dort zum Einsatz, wo mittelharte und harte sowie spröde Materialien zerkleinert werden sollen. Die Korngröße des Aufgabegutes kann bei großen Brechern einen Meter oder mehr betragen. Das Brechmaul ist etwa 15 bis 20 Prozent größer als das Brechgut, um ein Verstopfen der Anlage zu vermeiden.
Typische stationäre Anwendungen finden sich in Steinbrüchen, in denen beispielsweise Gestein für die Weiterverarbeitung aufbereitet wird, sowie in industriellen Anlagen für die Zerkleinerung von Erzen oder Schlacken. Mobile Backenbrecher werden dagegen direkt auf Baustellen oder in kleineren Steinbrüchen genutzt, sodass das Brechgut unmittelbar vor Ort auf die gewünschte Korngröße gebrochen werden kann.
Neben den genannten Einsatzgebieten sind kleinere Backenbrecher auch im Laborbetrieb üblich. Zur Probenvorbereitung werden darin die Materialien vorzerkleinert, bevor diese in einer Labormühle für die Analyse pulverisiert werden.

## Überlastungsschutz und Verschleiß

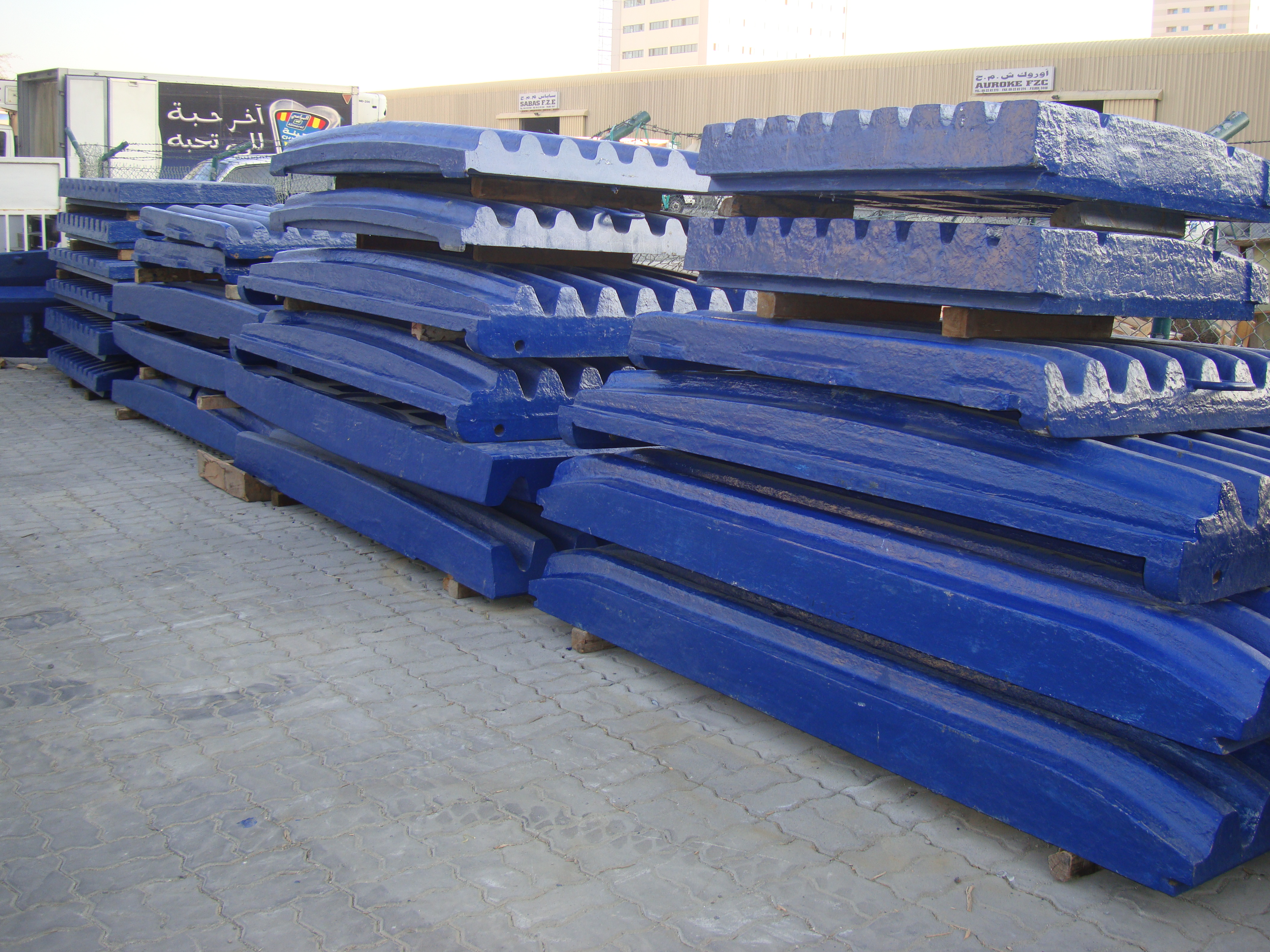
Die Brechplatten unterliegen dem Verschleiß und müssen regelmäßig ausgewechselt werden.

Backenbrecher sind hohen mechanischen Belastungen ausgesetzt, die insbesondere in den Schließphasen stoßartig auftreten. Zur Kompensation dieser Belastungen wird in der Regel ein großes Schwungrad eingesetzt, das als Energiespeicher und -puffer fungiert.
Unterschiedliche Schutzmechanismen sollen den Brecher vor Überlastung schützen. So kann die feste Brechbacke mit einer vorgespannten Feder ausgestattet sein, die bei extremer Überlastung nachgibt. Oder es gibt Sollbruchstellen an leicht zu ersetzenden Maschinenteilen. Kleinere Anlagen nutzen oft Rutschkupplungen, damit sich das Schwungrad vom Exzenter trennt, sobald der Brecher an seine Grenzen gerät. In größeren Anlagen wird häufig eine hydraulische Schwingenabstützung eingesetzt, die die Brechbacke einerseits gegen allzu hohe Lasten abfedert und andererseits die einfache Verstellung der Spaltweite ermöglicht.
Der Verschleiß am Brechwerk hängt stark von der Beschaffenheit des Brechguts, von der eingestellten Spaltweite und von der Intensität des Brechprozesses ab. Um die Lebensdauer der Verschleißteile zu erhöhen, kommen in vielen Fällen gehärtete und damit besonders verschleißfeste Brechplatten zum Einsatz.
Durch den Verschleiß der Brechbacken vergrößert sich mit der Zeit der Abstand zwischen ihnen. Um weiterhin gleichmäßige Ergebnisse zu erzielen, muss der Nullpunkt (der Kontaktpunkt der Backen) regelmäßig neu justiert werden. Dies ist nur bei stufenlos verstellbaren Brechern möglich. Dafür wird beim laufenden Gerät die Spaltweite so lange verstellt, bis sich die Backen hörbar berühren. Der so gefundene Nullpunkt wird abschließend auf der Skala oder Digitalanzeige fixiert.